# Ordnance Survey of England and Wales
Die Ordnance Survey of England and Wales ist ein Kartenwerk der Ordnance Survey. Die 19 Blätter bilden England und Wales ab. Herausgeber ist die Ordnance Survey. Es stammt etwa aus dem Jahr 1900. Es wurde aus den Ein-Zoll-Blättern abgeleitet. Die letzte Revision fand in den Jahren 1893 bis 1897 statt. Die Verläufe der Eisenbahnstrecken stammt aus dem Jahr 1900.
Das Kartenwerk zeigt neben den Meeren, Gewässern und Ortschaften Straßen von erster, zweiter und dritter Ordnung, Eisenbahnstrecken, Kirchen und Wälder. Der Maßstab beträgt 1 : 253.440, das heißt ein englischer Zoll auf der Karte entspricht vier englischen Meilen in der Natur.

## Blattschnitt
|  |  |  |  |
|  |  |  |  |
|  |  |  |  |
|  |  |  |  |
|  |  |  |  |
|  |  |  |  |
|  |  |  |  |